# 黃竹坑站公共運輸交匯處
黃竹坑站公共運輸交匯處（英語：Wong Chuk Hang Station Public Transport Interchange），位於港島南區黃竹坑香葉道港鐵黃竹坑站近A1／A2出口。在港鐵發生緊急事故時，此站是緊急接駁巴士在黃竹坑站的指定上落客點。此公共運輸設施於2016年12月28日啟用，惟使用量頗低，亦因建築疑不合標準受區議員質疑。

## 總站路線資料

### 城巴76線
- 黃竹坑站 ↺ 銅鑼灣（邊寧頓街）
- 黃竹坑站 → 銅鑼灣（邊寧頓街）

### 城巴629M線
- 水上樂園 → 黃竹坑站

### 香港島專線小巴4M線
- 香港仔（石排灣）／香港仔中心 ↔ 黃竹坑站

### 香港島專線小巴5M線
- 葛量洪醫院 ↔ 黃竹坑站

### 香港島專線小巴69A線
- 數碼港 ↔ 黃竹坑站

## 途經路線資料（專營巴士）

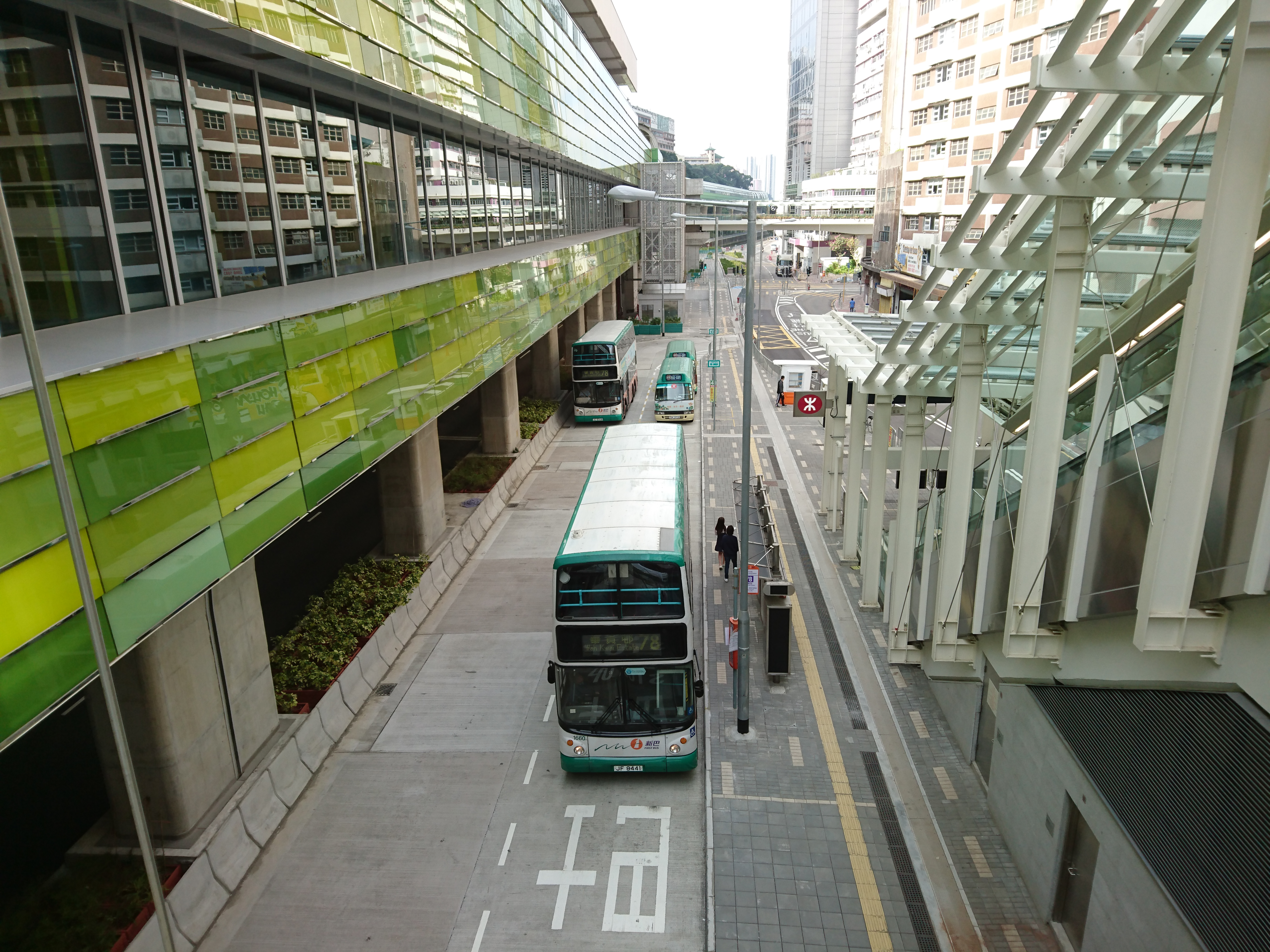
從行人天橋俯瞰黃竹坑站公共運輸交匯處

### 城巴48線
- 深灣／海洋公園 ↺ 華富（北）

### 城巴78線
- 黃竹坑 ↺ 華貴邨
- 2016年12月28日：為配合港鐵南港島綫通車，本線除總站搬遷以外，也修改行車路線：

往華貴方向，由本站開出，經香葉道及南朗山後直接駛出黃竹坑道；
往黃竹坑站方向於抵達南朗山道後，則先停靠本站，後再駛經黃竹坑巴士總站，然後返回本站。
但於2018年又遷回黃竹坑巴士總站，並恢復南港島線通車前的走法，惟來回程仍繞本站。

### 城巴629線
- 中環（天星碼頭） → 水上樂園

## 途經路線資料（專線小巴）

### 香港島專線小巴29線
- 鴨脷洲邨 ↺ 深灣

### 香港島專線小巴36X線
- 鴨脷洲（平瀾街） ↔ 銅鑼灣（利園山道）

## 外部連結
- 黃竹坑站公共運輸交匯處 （页面存档备份，存于），城巴